# Zio Paperone e il Cavaliere Nero
Zio Paperone e il Cavaliere Nero è una storia a fumetti Disney del 1998, scritta e disegnata da Don Rosa, che vede l'esordio di Arpin Lusène, detto anche il Cavaliere Nero.

## Trama
La storia comincia a Paperopoli, con l'annuncio alla radio dell'arrivo in città di una persona che conduce di nascosto anche una vita da ladro: Arpin Lusène. Tutti sanno che egli è il famoso ladro “le chevalier noir” (il cavaliere nero),  però non ci sono prove contro di lui, dato che è un ladro esperto; quindi, egli sostiene di non esserlo. Comunica via radio, comunque, che se il cavaliere nero dovesse venire a Paperopoli, lo farebbe per derubare il deposito di Paperone; così quella notte stessa, nonostante le innumerevoli trappole del deposito, Arpin Lusène riesce ad intrufolarvisi e a rubare un'armatura, della polvere di diamanti e il solvente universale (vedi Zio Paperone e il solvente universale),  che, opportunamente spalmato sulla armatura rivestita con la polvere di diamanti, produrrà un'arma in grado di disintegrare qualsiasi cosa. Lo scopo del cavaliere nero diventa a quel punto quello di disintegrare tutte le monete di Paperone che, solo alla fine, riuscirà a catturarlo; egli riesce comunque subito a liberarsi e a fuggire.

## Dedica
Il D.U.C.K. si trova in basso a sinistra sulla finestra di un edificio.